# Crystal Growth & Design
Crystal Growth & Design (abrégé en Cryst. Growth Des.) est une revue scientifique mensuelle à comité de lecture qui publie des articles de recherches originales dans les domaines de la cristallisation et de la cristallogenèse. D'après le Journal Citation Reports, le facteur d'impact de ce journal était de 4,153 en 2018.
L'actuel directeur de publication est Robin D. Rogers (Université d'Alabama, États-Unis).